# Саракинови
Саракинови е известен български род от голямото българско по това време воденско село Саракиново, основан в XVIII век.
Родът носи името на воденското село Саракиново, тогава в Османската империя, днес Саракини, Гърция. Първият известен представител на рода е Димитър. Той има трима сина, като за най-малкия няма сведения, а другите са Ангел и Петър. Ангел взима участие в Гръцката война за независимост от 1821 година и става известен с името Ангел Гацо. В негова чест е издигнат паметник в съседното воденско село Съботско (Аридеа) и една от улиците в селото е кръстена на него. Ангел има двама сина, Никола и Мицо (доведен син), и пет дъщери. След превземането на Негуш от османската армия в 1822 година Никола е затворен заедно с майка си Проя и сестрите си в османски затвор, от където са освободени след намеса на гръцкото правителство в 1830 година. Никола е изпратен от правителството в Мюнхен, за да получи военно образование. Мицо също става военен и достига чин генерал-лейтенант в гръцката армия, като заедно с баща си също взима участие в освободителните борби на гърците.
Внук на Ангел Гацо е българският търговец и общественик Гацо Саракинче, лидер на Воденската българска община в края на XIX век. Има трима сина и три дъщери, като негов син е българският революционер Георги Саракинов.
Теофилос Гацос (1930 – 2012), бивш кмет на Съботско и депутат в гръцкия парламент също вероятно е свързан с рода Саракинови.